# Pseudagapostemon santiaguensis
Pseudagapostemon santiaguensis är en biart som beskrevs av Cure 1989. Pseudagapostemon santiaguensis ingår i släktet Pseudagapostemon och familjen vägbin. Inga underarter finns listade i Catalogue of Life.